# Хербиг, Вильгельм
Вильгельм Хербиг (нем. Wilhelm Herbig, полное имя Friedrich Wilhelm Heinrich Herbig; 1788—1861) — немецкий художник.

## Биография
Родился 23 апреля 1788 года в Потсдаме. Сын виолончелиста и члена прусской палаты музыкантов Фридриха Хербига (1754—1832), брат книгоиздателя Августа Хербига (1794—1849).

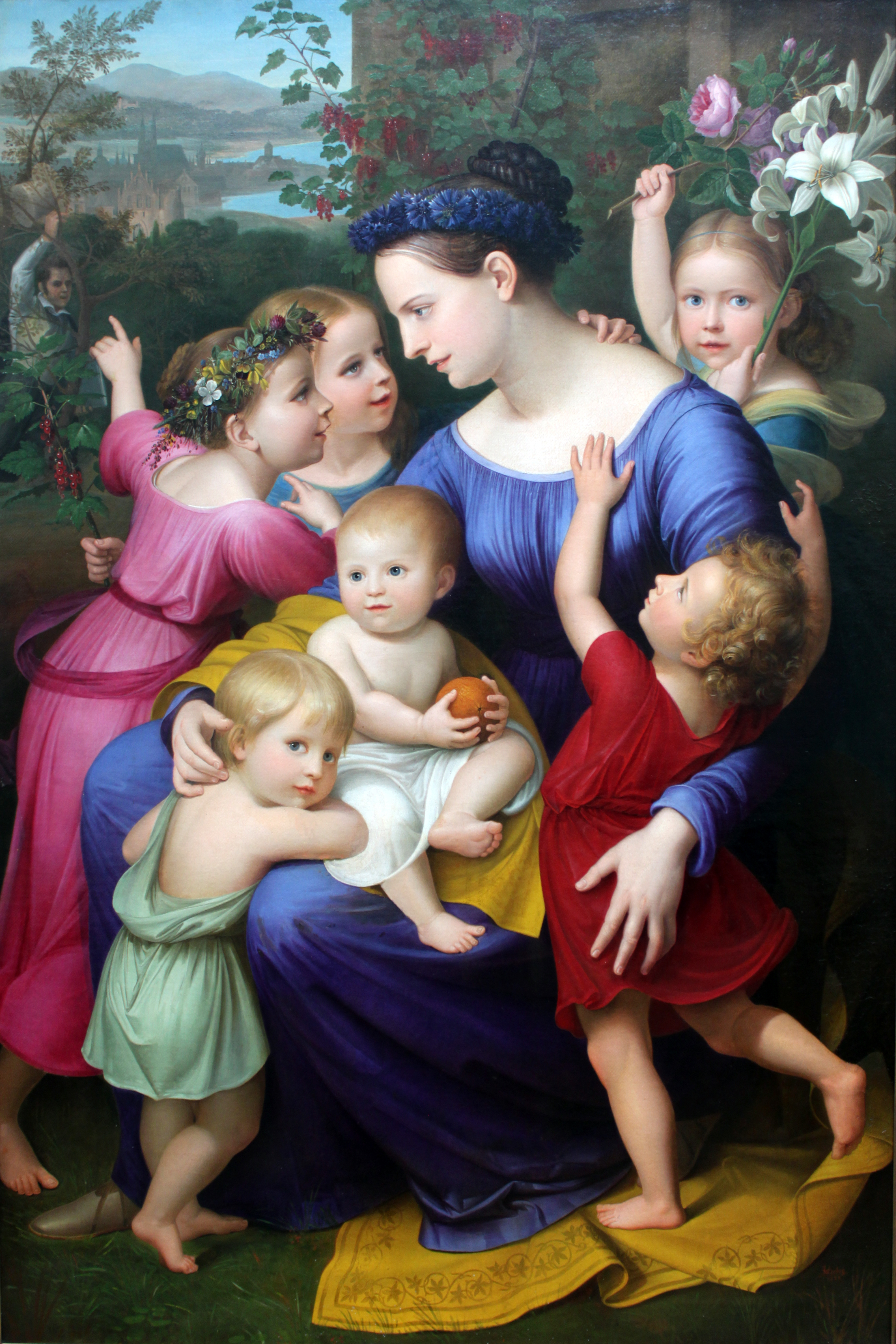
Семья художника на его картине

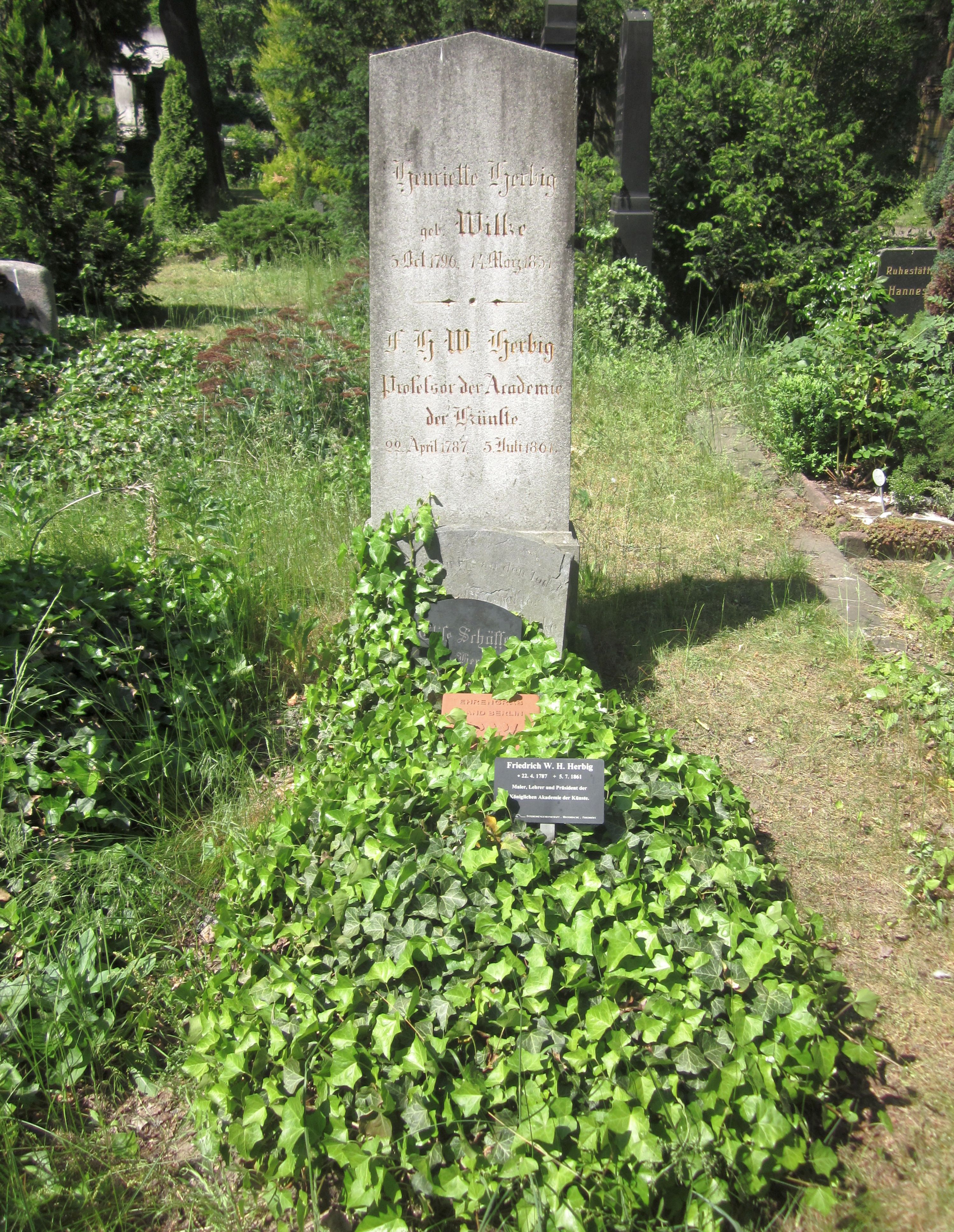
Могила Вильгельма Хербига

Первоначально обучался в музыкальной школе, где под влиянием своего друга, будущего художника Karl Wilhelm Kolbe, также занялся живописью.
Принимал участие в Освободительной войне в Германии, где проявился его талант художника батальных сцен. В сражении при Дрездене был ранен и доставлен в Прагу. После своего выздоровления ушел из армии.
Профессионально занялся живописью. Писал на исторические и религиозные темы, портреты. С 1822 по 1861 годы был членом Прусской академии искусств в Берлине, а после смерти Иоганна Шадова в 1850 году, стал её директором.
Умер 5 июля 1861 года в Берлине. Был похоронен на кладбище Friedhöfe vor dem Halleschen Tor в берлинском районе Кройцберг.
В 1848 году был награжден орденом Орден Красного орла 4-й степени.